# Полейовський Іван
Іван Полейовський (пол. Jan Polejowski; після 1734 — ?) — львівський різьбяр доби рококо. Брат Петра та Матвія Полейовських.

## Життєпис
Походив з львівської міщанської родини, члени якої часто згадані в метричних книгах костелу Марії Сніжної Краківського передмістя. Був українцем за походженням, мабуть, римо-католиком. На думку Анджея Бетлея, правдоподібно, середній з братів Петра та Матвія Полейовських.
Був більш талановитим сницарем, ніж брат Матвій. Роботи розпочав під керівництвом брата Петра, який працював головно для львівського латинського архиєпископа Вацлава Сераковського.
18 січня 1756 року як «statuarius» — спеціаліст фігурної пластики — брав шлюб в костелі Марії Сніжної. Свідки: Антон Осінський, Мацей Міллер, Ян Рачковський. 3 вересня 1756 року міська влада Львова «закликала» його вступити до міського цеху, повторно — 1757 року. Державив «ґрунт» на терені юридики «Всіх Святих» Краківського передмістя. 21 червня 1760 року отримав 15 дукатів завдатку за виконання фігур святих Бонавентури, Людвіка, Андреа де Комітібус, Йозефа де Цупертіно, решту 20 — в листопаді 1760 року.
Дружина — Маріанна Тужанська (1743—1791). Син — Матвій Каєтан (нар. 1774).

## Роботи, що приписуються
Джерельної інформації про його творчіть дуже мало, тому багато тверджень — це гіпотези.
- Головний вівтар Латинської катедри Перемишля (атрибуція З. Горнунга; не зберігся, однак була його світлина)[5]
- Головний вівтар, фігура, вазони фасаду костелу францисканців, Перемишль (атрибуція З. Горнунга);[5]
- Статуї святих Бонавентури, Петра з Алькантари парафіяльного костелу святого Мартина Фельштина (знищені під час І-ї світової, збереглась світлина). Атрибуція Збігнева Горнунга,[6] зроблена без документальних чи будь-яких інших підтверджень.[7]
- Статуя Яна Євангеліста бічної каплиці парафіяльного костелу, Добромиль
- 2 алегоричні статуї жінок вівтаря костелу Реформатів, Рава-Руська
- Вівтар у Хорощі — літній резиденції Яна Клеменса Браніцького.[8]